# Alberto Gómez (Fußballspieler, 1944)
Alberto Gómez (* 10. Juni 1944; † 17. September 2020) war ein uruguayischer Fußballspieler.

## Verein
Der 1,68 Meter große Offensivakteur Gómez stieg 1966 mit Liverpool Montevideo in die Primera División auf und gehörte auch danach mindestens in den Jahren 1967 und 1969 bis 1971 dem Kader des Erstligisten an. Anschließend spielte er 1972 bis 1974 in Mexiko bei Torreón. In der Spielzeit 1974/75 stand er bei Universidad de Guadalajara unter Vertrag. Es folgte eine Saison bei Jalisco mit 24 Einsätzen (kein Tor). In der Saison 1976/77 ist eine weitere Station bei San Luis verzeichnet. Dort bestritt er 38 Partien und traf viermal.

## Nationalmannschaft
Gómez war Mitglied der A-Nationalmannschaft Uruguays. Mit dieser nahm er an der Weltmeisterschaft 1970 teil. Dort kam er im Verlaufe des Wettbewerbs im Viertelfinalspiel gegen die Sowjetunion zu seinem einzigen Turnier-Einsatz, als er in der Verlängerung für Julio César Morales eingewechselt wurde.